# Jeep Gladiator (JT)

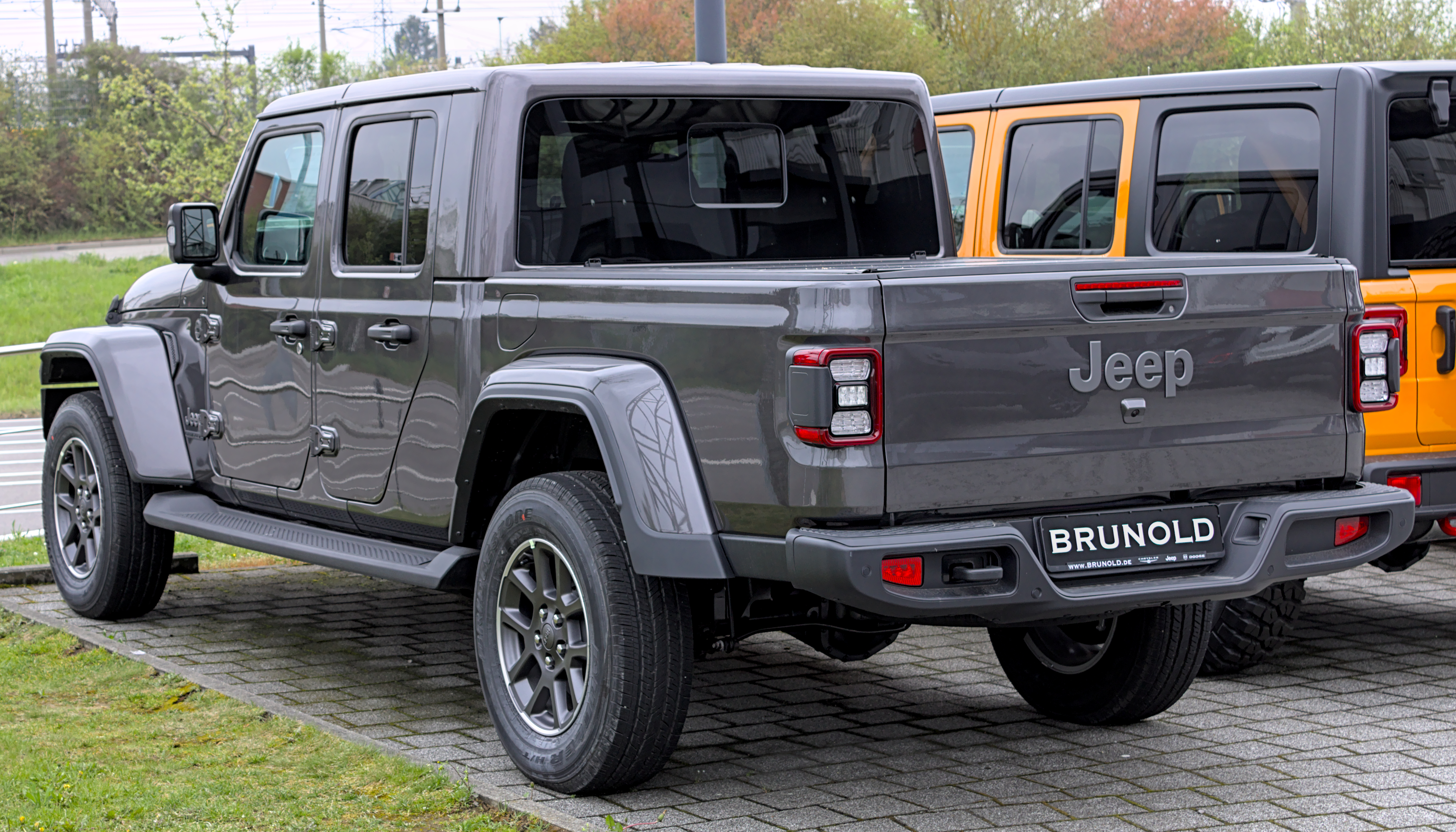
Heckansicht

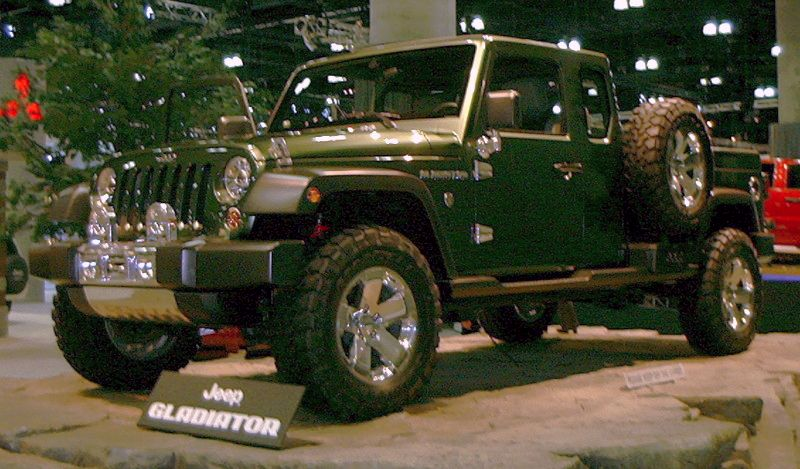
Jeep Gladiator Concept (2005)

Der Jeep Gladiator (JT) ist ein Pick-up des Automobilkonzerns Stellantis, der unter der Marke Jeep produziert und verkauft wird. Die technische Basis liefert der Jeep Wrangler. Es ist der erste in Serie gebaute Pick-up von Jeep seit dem Jeep Comanche. Bereits von 1962 bis 1988 produzierte Jeep einen Gladiator.

## Geschichte
Einen ersten Ausblick auf einen neuen Gladiator zeigte Jeep bereits Anfang 2005 auf der NAIAS in Detroit mit dem Jeep Gladiator Concept. Auch dieses Konzeptfahrzeug basierte auf dem Wrangler, ging aber nie in Serie. Der Gladiator (JT) debütierte im November 2018 auf der LA Auto Show. Mitte 2019 kam er in Nordamerika in den Handel. Die auf 4190 Exemplare limitierte Start Edition war nach nur einem Tag ausverkauft. In Europa sollte der Gladiator zunächst 2020 in den Handel kommen, die Markteinführung wurde dann aber auf April 2021 verschoben. In Deutschland war bis zum Verkaufsende im Herbst 2024 nur eine Zulassung als Nutzfahrzeug (Klasse N1) möglich.
Eine überarbeitete Version des Wagens wurde im September 2023 auf der NAIAS vorgestellt.

## Modelleigenschaften
Mit einer Länge von 5,54 Metern wird das Fahrzeug, das nur mit Doppelkabine erhältlich ist, in den USA zu den Mid-Size Pick-Up-Trucks gezählt. Wie der Wrangler ist der Gladiator mit einem abnehmbaren Hardtop oder einem Faltschiebedach erhältlich. Die Windschutzscheibe kann umgelegt und die Aluminiumtüren können entfernt werden. Die Ladefläche ist 1,50 Meter lang und 1,32 Meter breit und kann mit bis zu 725 kg beladen werden. Der Wendekreis beträgt 13,7 Meter.

## Technische Daten
Zunächst war für den Gladiator nur ein 3,6-Liter-Ottomotor mit 213 kW (290 PS) erhältlich. 2020 folgte ein 3,0-Liter-Dieselmotor mit 194 kW (264 PS) von VM Motori. Der Pick-up hat einen Leiterrahmen und serienmäßig Allradantrieb. Den Benziner gibt es mit einem 6-Gang-Schaltgetriebe oder einem 8-Stufen-Automatikgetriebe, der Diesel hat immer ein Automatikgetriebe. In Europa wurde der Gladiator nur mit dem Dieselmotor angeboten.
|                                             | 3.6 V6                     | 3.0 V6 Multijet            |
| Bauzeitraum                                 | seit 2019                  | 2020–2024 (1)              |
| Motorkenndaten                              |                            |                            |
| Motortyp                                    | V6-Ottomotor               | V6-Dieselmotor             |
| Hubraum                                     | 3604 cm³                   | 2987 cm³                   |
| max. Leistung bei min−1                     | 213 kW (290 PS) / 6400     | 194 kW (264 PS) / 3600     |
| max. Drehmoment bei min−1                   | 353 Nm / 4400              | 600 Nm / 1400–2800         |
| Kraftübertragung                            |                            |                            |
| Antrieb                                     | Allradantrieb              | Allradantrieb              |
| Getriebe, serienmäßig                       | 6-Gang-Schaltgetriebe      | 8-Stufen-Automatikgetriebe |
| Getriebe, optional                          | 8-Stufen-Automatikgetriebe | —                          |
| Messwerte                                   |                            |                            |
| Höchstgeschwindigkeit                       | 160 km/h                   | 177 km/h                   |
| Beschleunigung, 0–100 km/h                  | 7,5 s                      | 8,6 s                      |
| Kraftstoffverbrauch auf 100 km (kombiniert) | 12,4 l Super               | 8,8 l Diesel               |
| CO2-Emissionen (kombiniert)                 | k. A.                      | 225–231 g/km               |
| Tankinhalt, serienmäßig                     | 83 l                       | 71 l                       |
| Abgasnorm                                   | k. A.                      | Euro 6d                    |